# Europaparlamentsvalet i Cypern 2009
Europaparlamentsvalet i Cypern 2009 ägde rum lördagen den 6 juni 2009. Ungefär en halv miljon personer var röstberättigade i valet om de sex mandat som Cypern hade tilldelats innan valet. I valet tillämpade landet ett valsystem med partilistor och Hares metod. Cypern var inte uppdelat i några valkretsar, utan fungerade som en enda valkrets i valet. Även medborgare i Nordcypern hade rösträtt, eftersom den delen av landet formellt sett också ingick i Cyperns valkrets. Nordcypern hade krävt att två av mandaten skulle vara reserverade till den norra delen av ön, men Cyperns regering avfärdade den idén. Enligt beslut från 2004 skulle valet endast hållas i de regeringskontrollerade delarna. Nordcyperns invånare var därför tvungna att registrera sig och ta sig till den södra delen för att kunna rösta.
I valet gick liberalkonservativa Demokratisk samling framåt med drygt sju procentenheter och behöll positionen som största parti från valet 2004. Även kommunistiska Arbetande folkets progressiva parti gick framåt med sju procentenheter, men inga av förändringarna var tillräckligt stora för att ge utslag i mandatfördelningen. Båda partierna erhöll därför två mandat var. Mittenpartiet Dimokratikó Kómma backade kraftigt, men lyckades behålla sitt enda mandat. Även socialdemokratiska Kínima Sosialdimokratón backade något, men kunde ändå säkra sitt första mandat i Europaparlamentet. Valets stora förlorare var Evropaiko Komma, som miste mer än hälften av sina röster och sitt enda mandat.
Valdeltagandet uppgick till 59,40 procent, en kraftig minskning med över 13 procentenheter jämfört med valet 2004. Det var dock fortfarande långt över snittet för Europaparlamentsvalet 2009 i sin helhet. Det låga valdeltagandet var det dittills lägsta i ett cypriotiskt val. Valdeltagandet kan jämföras med Cyperns parlamentsval 2006, då det uppgick till nästan 90 procent. Till skillnad från de nationella parlamentsvalen, tillämpade Cypern inte obligatoriskt valdeltagande i Europaparlamentsvalet.

## Valresultat
|                                                                                             |          |  |         |        |
|                                                                                             | Andel    |  | Antal   | Mandat |
| Demokratisk samling                                                                         | 35,65 %  |  | 109 209 | 2      |
| Demokratisk samling                                                                         | +7,42 %  |  | +14 854 | ±0     |
| Arbetande folkets progressiva parti                                                         | 34,90 %  |  | 106 922 | 2      |
| Arbetande folkets progressiva parti                                                         | +7,01 %  |  | +13 710 | ±0     |
| Dimokratikó Kómma                                                                           | 12,28 %  |  | 37 625  | 1      |
| Dimokratikó Kómma                                                                           | –4,81 %  |  | –19 496 | ±0     |
| Kínima Sosialdimokratón                                                                     | 9,85 %   |  | 30 169  | 1      |
| Kínima Sosialdimokratón                                                                     | –0,94 %  |  | –5 906  | +1     |
| Evropaiko Komma                                                                             | 4,12 %   |  | 12 630  | 0      |
| Evropaiko Komma                                                                             | –6,68 %  |  | –23 482 | –1     |
| Övriga partier och kandidater                                                               | 3,19 %   |  | 9 770   | 0      |
| Övriga partier och kandidater                                                               | –2,02 %  |  | –7 623  | ±0     |
| Ogiltiga och blanka röster                                                                  | 1,97 %   |  | 6 154   | 0      |
| Ogiltiga och blanka röster                                                                  | –2,63 %  |  | –9 965  | ±0     |
| Valdeltagande                                                                               | 59,40 %  |  | 312 479 | 6      |
| Valdeltagande                                                                               | –13,10 % |  | –37 908 | ±0     |
| Antal röstberättigade 526 060 02 EPP 02 S&D 00 ALDE 00 G/EFA 00 ECR 02 GUE/NGL 00 EFD 00 NI |          |  |         |        |